# Benzinestation Auto Palace
Benzinestation ‘Auto Palace’ is een voormalig benzinestation aan de Muldersweg in Nijmegen in de Nederlandse provincie Gelderland. Toen het nog als benzinestation functioneerde stond het aan de Graafseweg van Nijmegen naar 's-Hertogenbosch. Het gebouw is sinds 1990 een rijksmonument.
In 1935 verleende het Amerikaanse oliebedrijf Texaco aan de Nijmeegse architecten B.J. Meerman en Johan van der Pijll opdracht aan de Graafseweg een pompstation te ontwerpen. De locatie was op een heuvel gepland zodat het gebouw vanaf grote afstand zichtbaar zou zijn. Het werd ontworpen in de stijl van de nieuwe zakelijkheid en zou gaan gelden als een bijzonder voorbeeld hiervan. Het werd in 1936 opgeleverd.
Het gebouw heeft een in het oog springende twaalfzijdige glazen kiosk met daarop een markante ver uitstekende bijna cirkelvormige luifel. Deze luifel werd ’s avonds van onderen verlicht, een illuminatie die volgens toenmalige krantenberichten zelfs vanuit Grave zichtbaar was. Juist de harmonische combinatie van rechthoek (woning- en bedrijfsgedeelte) en cirkel (luifel) maakt het gebouw bijzonder. In het verlengde van de kiosk is de garage geplaatst. De gevels zijn in witte-stuc-op-baksteen uitgevoerd. Ze zijn voorzien van een rode plint. De vensters en deuren zijn blauw. Opmerkelijk is de vierkante glazen lichtbak met een koperen naald van 25 meter hoog waarop de naam 'N.V. Auto Palace' stond. Dit lichtbaken was kilometers ver te zien.
In 1977 werd het benzinestation buiten werking gesteld. Door het verleggen van de Graafseweg was de locatie als pompstation onbereikbaar geworden. Daarmee is het station ontkomen aan de verbouwing tot zelfbedieningsstation en in originele staat bewaard gebleven. In 1993 verleende de gemeente Nijmegen architect Koos van Lith vergunning het pand te restaureren. Hij nam het in gebruik voor zijn architectenbureau.